# Juliette Gariépy
Juliette Gariépy est une actrice et mannequin québécoise.
Elle est notamment connue pour son rôle principal dans le thriller québécois Les Chambres rouges, sorti en 2023.

## Carrière
Elle a été acclamée par la critique pour sa performance dans le long métrage Les Chambres rouges,,, pour lequel elle a remporté le Prix Iris de la Révélation de l'année aux 25e Prix du Cinéma du Québec en 2023. Elle a également été nommée aux Prix Écrans canadiens dans la catégorie de meilleure performance en tant qu'acteur ou actrice principal dans un film dramatique aux en 2024.
Elle a également été co-lauréate avec Nathan Stewart-Jarrett du prix de la meilleure performance au Festival du film Fantasia 2023.
Elle a également joué dans les films Boost, Tu peux vivre éternellement, Inès, le court-métrage Mothers and Monsters et la comédie Deux Femmes en or (2025) de Chloé Robichaud.

## Filmographie

### Télévision
- 2016 : District 31 : Julie Meloche
- 2018 : Fugueuse : une fille du centre
- 2018 : L'Académie : Zoé (saison 2)[7]
- 2019 : La Maison des folles : Alizée[8]
- 2024 : Société Distincte : Valérie [9],[10]
- 2025 : La recette du bonheur : Mélopée[11]
- 2025 : Ils vécurent heureux[12] :

### Cinéma
- 2016 : Boost : Maxine
- 2023 : Les Chambres rouges : Kelly-Anne[13]
- 2025 : Deux Femmes en or : Eli[14]